# Eberhard Gienger
Eberhard Gienger (Künzelsau, Alemania, 21 de julio de 1951) es un gimnasta artístico alemán especialista en la prueba de barra horizontal, que compitió representado a Alemania del Oeste, llegando a ser campeón mundial en 1974.

## Carrera deportiva
En el Mundial celebrado en Varna (Bulgaria) en 1974 consiguió el oro en barra horizontal, por delante de Wolfgang Thüne de Alemania del Este, y el japonés Eizo Kenmotsu y polaco Andrzej Szajna, ambos con el bronce.
En los JJ. OO. de Montreal (Canadá) de 1976 gana el bronce en barra, tras los japoneses Mitsuo Tsukahara y Eizo Kenmotsu y empatado con el francés Henri Boerio.
En el Mundial de Estrasburgo 1978 consigue dos medallas de plata: en caballo con arcos —tras el húngaro Zoltán Magyar— y en barra, tras el japonés Shigeru Kasamatsu.
Por último, en el Mundial de Moscú 1981 consigue la plata en barra horizontal.